# Тръбозъб
Тръбозъб (Orycteropus afer), наричан още африкански тръбозъб, африкански мравояд и аардварк, е средноголям африкански бозайник, единствен съвременен представител на разред Тръбозъби. Представителите на вида са единствен вид на древен разред бозайници, пригодени за копаене на дупки в земята. Често погрешно наричани с името мравояди, те се смятат за едни от най-добрите земекопачи сред животинския свят.

## Класификация
Първоначално, поради очевидната прилика с американските мравояди, тръбозъбът бил класифициран като представител в това семейство. Оказало се обаче, че приликата му с тях се дължи на конвергентна еволюция в резултат на храната, която консумира – мравки и термити. Все още не е изяснен еволюционният произход на тръбозъбите. Вероятно те са далечни роднини със сирените, даманите и хоботните бозайници. Най-старите изкопаеми останки от представители на разреда са открити на територията на Кения и са датирани от ранен миоцен. В края на миоцена и началото на плейстоцена представителите му били разпространени вече и в Южна Европа и Западна Азия, както и на Мадагаскар (Plesiorycteropus). Различните класификации посочват голям брой подвидове на тръбозъба, които варират от 15 до 18.

## Разпространение
До началото на 21 век тръбозъбите са разпространени само в Субсахарска Африка с изключение на централноразположените джунгли на континента. Популациите по горното течение на Нил и планинския масив Тасили в Алжир, които са съществували, днес са унищожени.

## Етимология на името
В превод на научното име на вида Orycteropus от гръцки означава ровещи крайници, а afer е производна дума на Африка. Холандските колонисти наричат вида „аард-варк“, което в превод означава „земно прасе“ (от холандски „aarde“ – земя и „varken“ – прасе). Често на английски думата, с която се нарича тръбозъбът, е тази, описваща южноамериканските мравояди. Макар и твърде различни във филогенетично отношение, често при описанието на вида на английски думата „anteater“ се отнася и за африканския тръбозъб.

## Описание
Тръбозъбът е бозайник със средни размери на тялото. На външен вид много наподобява на прасе с издължена муцуна, подобни на заешки уши и силна мускулеста опашка, напомняща тази на кенгуруто. Името си обаче видът получава от особения строеж на корените на зъбите. Те се състоят от сраснали дентинови тръбички без емайл, които непрекъснато нарастват. Зъбната система е хетеродонтна и дифиодонтна. Всеки зъб се състои от множество тръбички съдържащи пулпа, заобиколени от хексагонални дентинови призми. Така например вторият кътник има около 1500 хексагонални призми. Дъвкателната повърхност на предкътниците е конично заострена, а на кътниците – битуберкуларна. При ембрионалното развитие и новородените се срещат резци и кучешки зъби, но при възрастните те липсват, а са представени само от предкътници и кътници. Зъбната формула е {\displaystyle {\tfrac {0.0.2-3.3}{0.0.2.3}}}. Обонятелната част от черепа е силно увеличена, а обонянието е най-добре развитото сетиво. В носната кухина се намира сложно устроена мрежа от тънки навити кости, които, за разлика от останалите бозайници, достигат до 9 – 10 на брой.
Тялото е масивно с дължина при възрастните варираща в рамките на 100 – 158 cm, на опашката – 44 – 71 cm, а височината при холката е 60 – 65 cm. Теглото му достига до 100 kg, но обикновено е в рамките на 50 – 70 cm. В скелета се наблюдават едри ключици и масивни бедрени кости. Женските са по-дребни от мъжките и имат бял връх на опашката. Това позволява на малките де я забелязват, когато следват майката през нощта. Кожата е дебела и покрита с рядка четинеста космена покривка с жълтеникав до сивкав цвят. Обикновено цветът на космите по крайните части на тялото е по-тъмна от тази на туловището. Между задните крайници са разположени специфични кожни жлези, отделящи жълтеникав миризлив секрет. Шията е къса. Муцуната и опашката са бели или розови. Муцуната е удължена в тръба, която завършва в хрущялно рило с кръгли ноздри. Езикът е дълъг, лепкав и силно подвижен. При хранене се изстрелва навън около 30 cm. За разлика от мравоядите обаче той не е червеобразен, а леко сплеснат. Муцуната е обрасла с множество чувствителни вибриси.
Ушите са дълги и прави и достигат до 15 – 21 cm. При нужда те могат да се свиват и прилепват назад по тялото. Очите са малки и подобно на повечето нощни животни тръбозъбите не могат да различават цветовете. Крайниците са здрави и силни, приспособени за ровене и разрушаване на термитници. Те са къси и силни, дигитиградни. Предните крайници са по-къси и имат 4 пръста, а задните 5, сраснали в основата си. Всички пръсти, особено тези на предните крайици, са снабдени с големи тъпи нокти, които частично напомнят на копита.
Опашката е силна и мускулеста, задебелена в основата си. Обиколката и в основата достига до 40 cm, а към края изтънява. При движение се влачи по земята.
Женските имат две сукални зърна, а матката, подобно на тази при гризачите, е двойна.

## Начин на живот
Африканският тръбозъб обитава разнообразни места на континента, като единствено отбягва гъстите дъждовни екваториални гори, блатисти местности и терени с камениста почва, където трудно може да копае. В планинските местности обитава територии на надморска височина до около 2000 m. Основно обаче предпочита савани и често се среща в райони, които периодично са наводнявани от дъждове. Най-важният фактор, оказващ влияние върху разпространението на вида обаче, е наличието на мравуняци и термитници.
Тръбозъбът е потайно и рядко забележимо животно, което е активно предимно през нощта. Рядко денем може да бъде забелязан и то в случаите, когато се припича на слънце през дупката. Той е добър копач, който рови дори в твърда и суха почва. Рови бързо и за кратко време си осигурява леговище. Тази му способност благоприятства и лесното осигуряване на храна като разрушава термитници и мравуняци. Дупка с дълбочина от един метър тръбозъбът изкопава обикновено за около пет минути. Обикновено дупките са с дълбочина 2 – 3 m, а тези, в които ражда са дълбоки до 13 m с обширна камера и са снабдени с няколко входа. Входът е с диаметър 50 – 60 cm и представлява най-тясното място. Отвън е замаскиран с високи треви. Често тръбозъбите населват и стари термитници, имат и временни, в които да отмарят през деня. Дупките на тръбозъбите служат за обитания на различни други видове животни като, хиени, чакали, дамани, бодливи свинчета, сервали, генети, мангусти и прилепи. В някои райони на Африка разпространението на брадавичестите свине е в пряка зависимост от наличието на дупки, изкопани от тръбозъби.
Тръбозъбът води уединен начин на живот. Териториално животно е. Територията, на която намира прехраната си е 2 – 4,7 km². Само на места, богати на хранителни ресурси, може да се среща на колонии от няколко индивида, които споделят и една дупка. Обикновено женските са следвани от малките си, ненавършили една година.

## Хранене
Обикновено африканският тръбозъб излиза да се храни един два часа след залез. Своята територия обхожда по постоянни пътеки, като посещава термитници и мравуняци по един път седмично. За една нощ изминава около 8 – 12 km и обикновено изяжда около 50 000 термита. Дебелата кожа го предпазва от ухапванията на насекоми. Обикновено тръбозъбите биват следвани от земни вълци, които ядат термити от разрушените термитници.
Менюто на тръбозъба зависи от сезона. Така например през дъждовния сезон консумира основно термити, а през сухия – мравки. Термитите, които консумира спадат основно към родовете Trinervitermes, Cubitermes и Macrotermes (саванни видове) и Macrotermes и Hodotermes (горски видове), по-рядко и такива от родовете Odontotermes, Microtermes и Pseudocanthotermes. Видовете мравки са от родовете Anoplepis, Camponotus, Crematogaster, Dorylus и Typhlophone. В стомаха на екземпляр, уловен в Ботсвана, са открити два хомяка от вида Steatomys pratensis, но този факт се разглежда по-скоро като изключение. В менюто на африканските тръбозъби влизат и ларви на бръмбари, скакалци и други правокрили насекоми. Хранят се и с гъби и плодове на различни растения.
В плен лесно биват приучвани към високобелтъчна храна като с дъждовни червеи, месо, мляко, яйца, растителна каша и плодове.

## Размножаване
Предполага се, че тръбозъбите са полигамни. Бременността продължава около 7 месеца и завършва с раждането на едно, рядко две малки. Повечето от ражданията на представителите в зоопаркове протичат в периода февруари-юни. В естествената среда пикът на ражданията е различен и зависи от района на обитание. В Централна Африка той е октомври-ноември, а в Южна Африка – май—юли. Новородените тежат от 1,8 до 2 kg с дължина на тялото 55 cm. Раждат се с развити нокти. До две седмици напускат дупката, а малко след това започват да следват майката в търсене на храна през нощта. На 14 седмична възраст започват да се хранят с мравки, а сучат до около 16-ата седмица. На 6 месечна възраст младите тръбозъби започват да ровят собствени дупки, но до следващия брачен сезон остават със своите майки. На около една година тялото достига размерите на възрастните представители. Полова зрялост настъпва на 2 години. На свобода живеят около 18 години, а в плен до 24.

## Врагове
Тръбозъбът е бавно и тромаво животно. При опасност обаче бързо се крие в убежището, но в случаите, когато е далече от него, се закопава с голяма скорост. Ако бъде изненадан се защитава с предните си крайници или ляга на гръб като може да използва четирите си крайника и опашката. Добър плувец е. Основните му врагове са лъвовете, леопарди, гепарди, хиеновидното куче и дори питона. По-дребните хищници не могат да се справят с тръбозъба. Главните врагове обаче биват петнистите хиени и хората. Хиените и питоните ловят младите тръбозъби. Те рядко се използват за храна от хората, но от кожите и ноктите им се произвеждат седла, колани и различни сувенири.

## Екологична роля
Открита е удивителна симбиоза между тръбозъбите и краставицата от вида Cucumis humifructus. Плодовете на растението са покрити с много дебела, водонепромокаема кожеста обвивка и се развиват дълбоко под земята. Когато достигнат размери около 30 cm те узряват, но семената им не могат да покълнат без наличието на слънчева светлина. В тези случаи тръбозъбите откриват узрелите плодове и ги изяждат. Така с изпражненията си те разнасят семената на краставицата и създават условия за разпространението ѝ.

## Тръбозъбът в митологията
В Африканската митология тръбозъбът е митологизиран като добросъвестно същество, което упорито си набавя храна, въпреки непрестанните атаки на мравките. Вещерите от народа хауса си изготвят муски с части от сърце, кожа, чело и копитца от тръбозъб. Увито парче от кожа носено на гърдите се смята, че позволява на собственика му да преминава през покриви и стени през нощта. Муската се дава на млади мъже, които решават да откраднат невеста.
Египетският бог Сет често е изобразяван с глава на тръбозъб, или с подобни на тръбозъб части на тялото.